# Quentin Anderson
Quentin Anderson (1912 - 18 de febrer de 2003) era un crític literari i historiador de la cultura estatunidenc. La seva recerca s'especialità en autors americans del segle xix, sobretot en Henry James, Ralph Waldo Emerson i Walt Whitman i els seus intents de defenir la identitat americana, lligada i diferenciada al mateix temps amb els precedents europeus.

## Biografia
Anderson va néixer a Minnewaukan, Dakota del Nord. Després va anar a viure a Palo Alto, Califòrnia, a San Francisco i a la ciutat de Nova York. Durant la Gran Depressió va treballar com a mecànic i com a extra a Broadway.
Després, Quentin va començar una llarga carrera acadèmica. Va estudiar al Columbia College amb Jacques Barzun i Lionel Trilling, on es va llicenciar el 1940. Després va estudiar a Harvard i va retornar a Columbia, on el 1961 va ser nomenat professor del departament d'anglès. Va morir el 2003.

## Treballs més importants
- Making Americans (1992)
- The Imperial Self (1971)
- The American Henry James (1957)